# Esfingolipídio

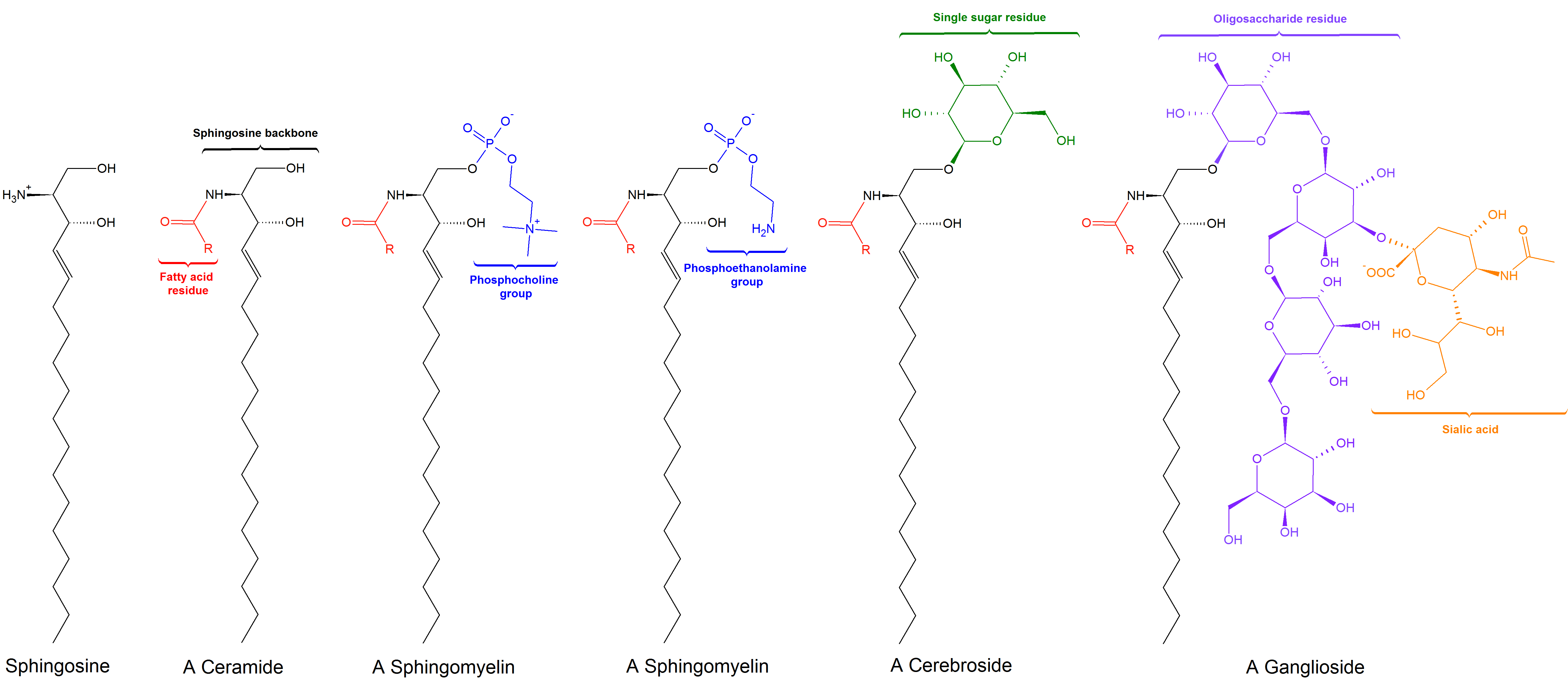
Estrutura geral dos esfingolipídeos (em inglês)

Esfingolipídios ou esfingolípidos são uma classe de moléculas de lipídios que formam membrana. Contém esfingosina, um amino álcool orgânico alifático ou uma substância estruturalmente semelhante a ela. Os esfingolipídeos mais simples são as ceramidas (esfingosina com um ácido graxo), amplamente distribuídos em pequenas quantidades em tecidos de plantas e animais. Os outros esfingolipídeos podem ser sintetizados a partir das ceramidas. São constituintes da bainha de mielina. Um outro exemplo de esfingolipídio são os antígenos do grupo ABO sanguíneo.
Exemplos de esfingolipídeos:
- Ceramidas (Esfingosina+ácido graxo)
- Gangliosídios (Ceramida+Oligosacarídeo+ácido siálico)
- Cerebrosídios (Ceramida+Açúcar)
- Sulfatídios (Cerebrosido+Sulfato)
- Esfingomielina (Ceramida+Fosfolipídeo)

## Estrutura
Os enfingolípidos possuem um grupo polar e uma longa cadeia não polar, não possuindo glicerol (ao contrário dos glicerofosfolípidos - outra classe de lípidos de membrana). São constituídos por uma molécula de esfingosina amino alcool de cadeia longa ou um seu derivado, por uma molécula de ácido graxo de cadeia longa e um grupo polar - que é ligado por uma ligação glicosídica ou por um fosfodiéster.
Estruturalmente existem semelhanças entre esta classe de fosfolípidos e os glicerofosfolípidos. Os carbonos C1, C2 e C3 da molécula de esfingosina são estruturalmente análogos aos do glicerol. Quando ocorre a ligação de um ácido gordo (através de uma ligação amida ao grupo -NH2 do carbono 2) à esfingosina, a molécula formada passa a designar-se por ceramida, cujas características estruturais assemelham-se ao diacilglicerol, constituindo a estrutura fundamental de todos os esfingolipídios.
De acordo com o Lehninger, há uma variante dos esfingolipídios que se encaixa na classe dos fosfolipídios e outra que se encaixa nos glicolipídios. Possuem uma cadeia amino-álcool longa, um ácido graxo de cadeia longa e um grupo cabeça-polar, que pode estar unido tanto por ligação fosfodiéster quanto por ligação glicosídica.

## Funções dos Esfingolipídeos
Em seres humanos, foram já identificados 60 tipos diferentes de esfingolipídeos em membranas celulares, os quais são especialmente proeminentes em membranas de neurônios (bainha de mielina). Há exemplos de esfingolipídeo cuja função é de local de reconhecimento na superfície celular.